# Episodi di Los Serrano (quarta stagione)
La quarta stagione della serie televisiva Los Serrano è stata trasmessa in anteprima in Spagna da Telecinco tra il 12 gennaio 2005 e il 6 luglio 2005.
| nº | Titolo originale                       | Titolo italiano | Prima TV Spagna  | Prima TV Italia |
| -- | -------------------------------------- | --------------- | ---------------- | --------------- |
| 1  | Santiago Gigoló                        | inedito         | 12 gennaio 2005  | inedito         |
| 2  | Ni medida ni guarra                    | inedito         | 19 gennaio 2005  | inedito         |
| 3  | El conde du Mamarrach                  | inedito         | 26 gennaio 2005  | inedito         |
| 4  | Desde Londres con amor                 | inedito         | 2 febbraio 2005  | inedito         |
| 5  | Ante la duda...                        | inedito         | 9 febbraio 2005  | inedito         |
| 6  | La donante de órganos                  | inedito         | 16 febbraio 2005 | inedito         |
| 7  | El lecho mancillado                    | inedito         | 23 febbraio 2005 | inedito         |
| 8  | La culpa es yo                         | inedito         | 2 marzo 2005     | inedito         |
| 9  | Apechugeision                          | inedito         | 9 marzo 2005     | inedito         |
| 10 | En ocasiones veo Fitis                 | inedito         | 16 marzo 2005    | inedito         |
| 11 | Lobestories                            | inedito         | 23 marzo 2005    | inedito         |
| 12 | Hay una rosquilla para ti              | inedito         | 30 marzo 2005    | inedito         |
| 13 | No apto para cardiacos                 | inedito         | 6 aprile 2005    | inedito         |
| 14 | Yo azuzo                               | inedito         | 13 aprile 2005   | inedito         |
| 15 | Antes muerta que chinchilla            | inedito         | 20 aprile 2005   | inedito         |
| 16 | El hombre que susurraba a las frutitas | inedito         | 27 aprile 2005   | inedito         |
| 17 | Yo reconozco                           | inedito         | 4 maggio 2005    | inedito         |
| 18 | ¿Quién me pone la pierna encima?       | inedito         | 11 maggio 2005   | inedito         |
| 19 | Million Dollar Grogui                  | inedito         | 18 maggio 2005   | inedito         |
| 20 | ¿Es Santiago un cowboy?                | inedito         | 25 maggio 2005   | inedito         |
| 21 | Usufructus                             | inedito         | 2 giugno 2005    | inedito         |
| 22 | El reverso tenebroso                   | inedito         | 8 giugno 2005    | inedito         |
| 23 | De Santa Justa a Bilbao                | inedito         | 15 giugno 2005   | inedito         |
| 24 | Yo de la Alcarria y tú de California   | inedito         | 22 giugno 2005   | inedito         |
| 25 | Mainfroinlain                          | inedito         | 29 giugno 2005   | inedito         |
| 26 | Gato negro, casorio blanco             | inedito         | 6 luglio 2005    | inedito         |